# Жан-Клод Дювальє
Жан-Клод Дювальє́ (гаїт. креол. Jan Klod Divalye, фр. Jean-Claude Duvalier, також відомий як Бебі Док, фр. Bébé Doc, англ. Baby Doc; 3 липня 1951 — 4 жовтня 2014) — президент Гаїті після смерті свого батька Франсуа Дювальє в 1971 році до повалення в 1986 році генералом Анрі Намфі. В 19-річному віці став наймолодшим президентом у світі. Після повалення своєї влади втік за кордон і оселився у Франції.
Після великого землетрусу з жахливими наслідками, який стався 12 січня 2010 року, Жан-Клод повернувся на батьківщину через 25 років після втечі і наступного ж тижня був затриманий місцевою поліцією за звинуваченням в корупції та багатомільйонних крадіжках з державного бюджету під час свого правління.